# Dianatempel (Nîmes)

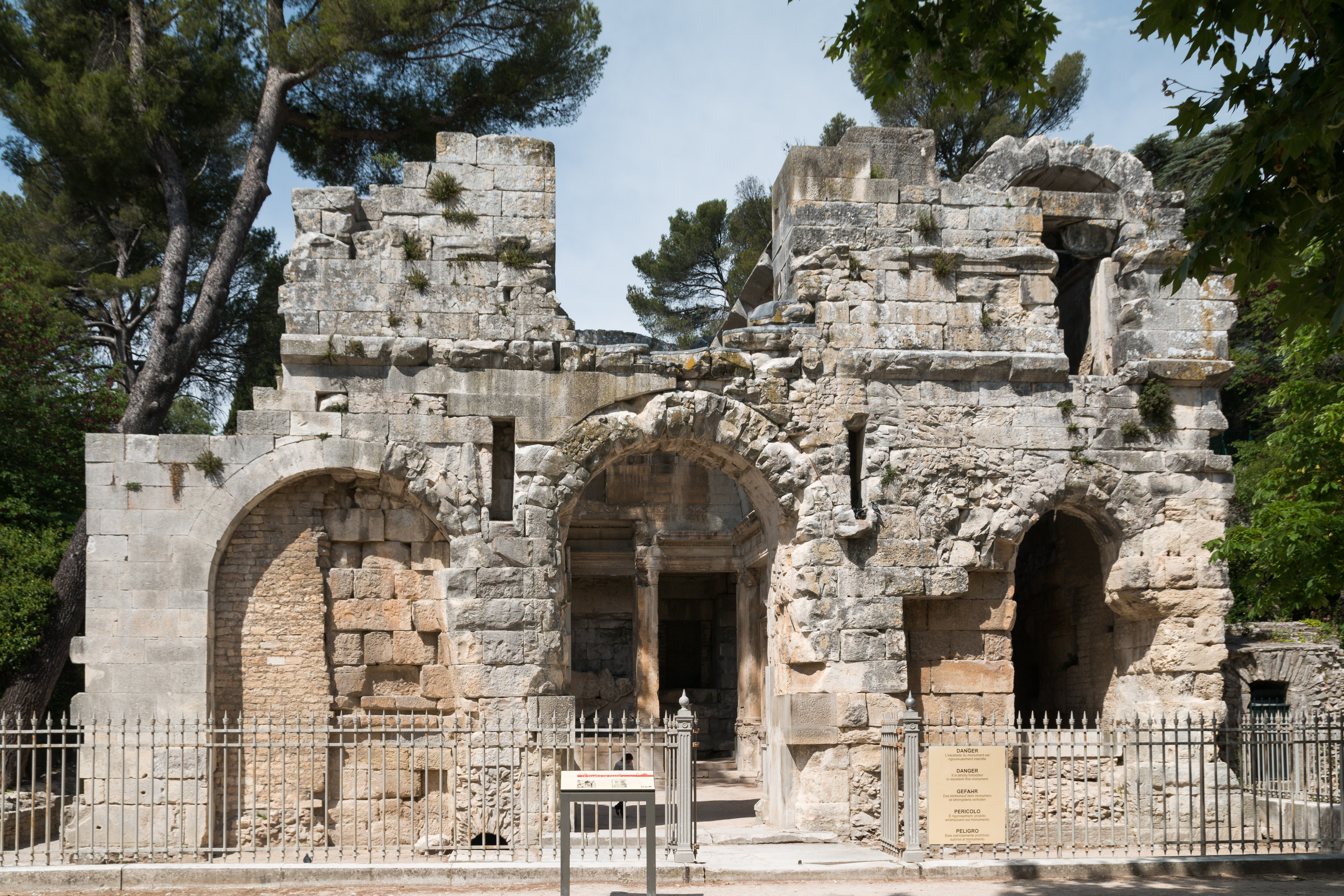
Dianatempel, Frontseite

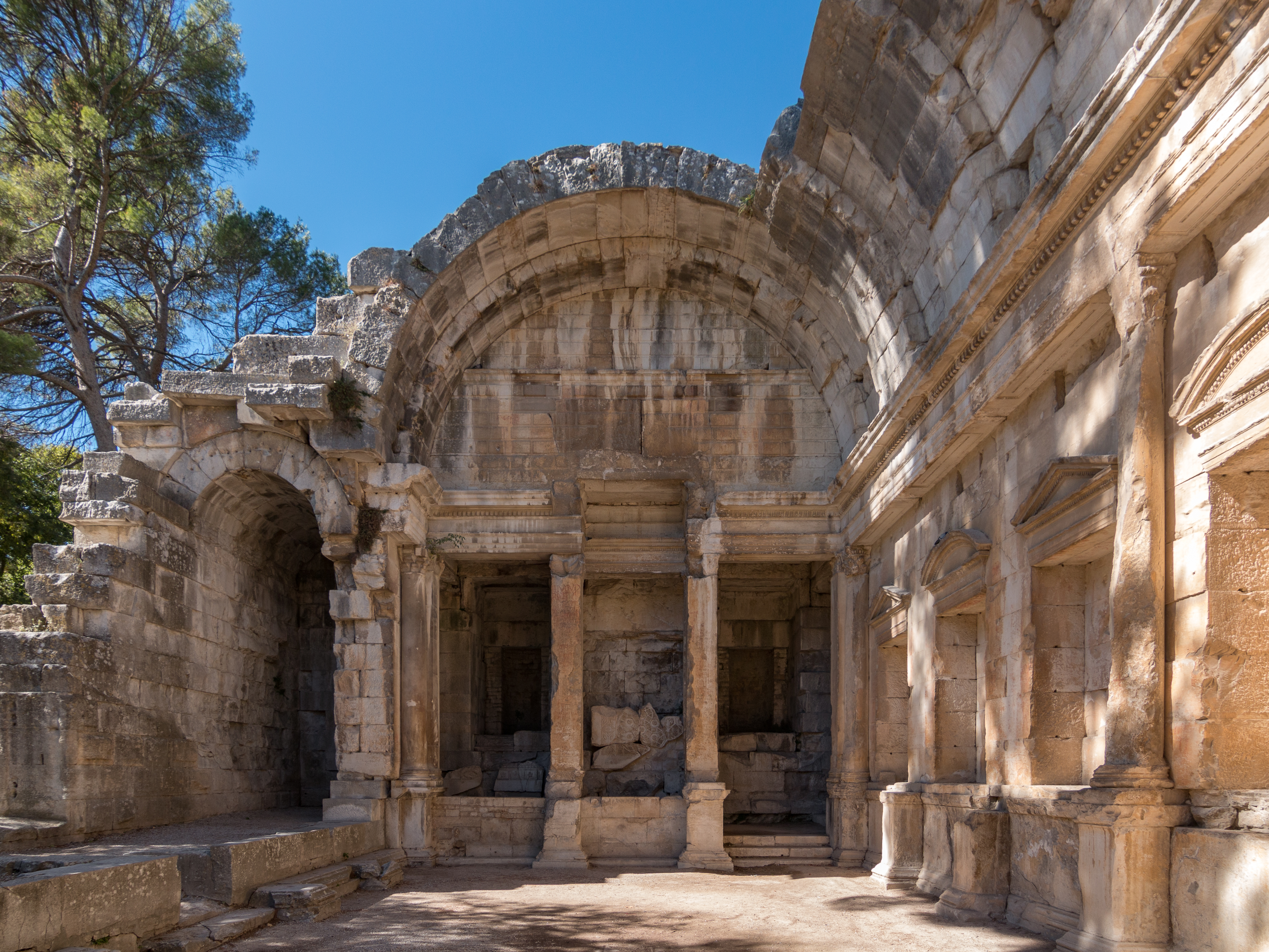
Innenraum des Dianatempels

Der so genannte Dianatempel ist ein römisches Gebäude aus dem 1. Jahrhundert nach Christus in Nîmes, Departement Gard. Es befindet sich in den heutigen Jardins de la Fontaine, einer weitläufigen Gartenanlage im Zentrum der Stadt, die 1745 auf Wunsch Ludwigs XV. von Jacques Philippe Mareschal (1689–1778), einem Baumeister des Königs, angelegt worden ist. In dem Garten befinden sich weitere Bauten aus der Antike, wie der Tour Magne und ein Nymphäum.
Das Gebäude ist seit 1840 als Monument historique klassifiziert.

## Geschichte
Über Ursprung, Zweck und Nutzung des Bauwerks existieren keine antiken Quellen. Das einer Basilika ähnliche Erdgeschoss spricht gegen eine Widmung als Tempel, und es gibt weder archäologische oder literarische Belege, dass es ein der Diana geweihter Tempel war. Auch die von mehreren Archäologen aufgestellte These, es handelte sich bei dem Bau um eine Bibliothek, abgeleitet von den für Bibliotheken der Zeit typischen Nischen in den Wänden, ist in der Wissenschaft umstritten. Gegen eine Nutzung als Bibliothek spreche z. B. die unmittelbare Lage am Nymphäum und die damit einhergehende permanente Feuchtigkeit. Andere Autoren interpretieren diesen Raum als repräsentativen Empfangs- und Aufenthaltsraum der Familie.
Die Fassade wurde im 2. Jahrhundert erneuert. Vom 10. bis zum 16. Jahrhundert wurde das Bauwerk vom Orden der Benediktiner genutzt, die das Gebäude in eine Klosteranlage integrierten. Während der Religionskriege gaben die Mönche das Kloster auf. Der venezianische Architekt Andrea Palladio suchte während seiner Frankreichreise auch Nîmes auf und schuf eine Reihe detaillierter Skizzen, durch die der Zustand des Bauwerks vor dem Brand von 1600, bei dem u. a. das Dach einstürzte, dokumentiert wird. Palladio erwähnt den Dianatempel in seinem Werk I quattro libri dell’architettura (1570).
Im Jahr 1745 wurden während der Anlage des Gartens Ausgrabungen durchgeführt, wobei u. a. das alte mit Opus sectile aus verschiedenfarbigen Marmorarten verzierte Erdgeschoss freigelegt wurde.

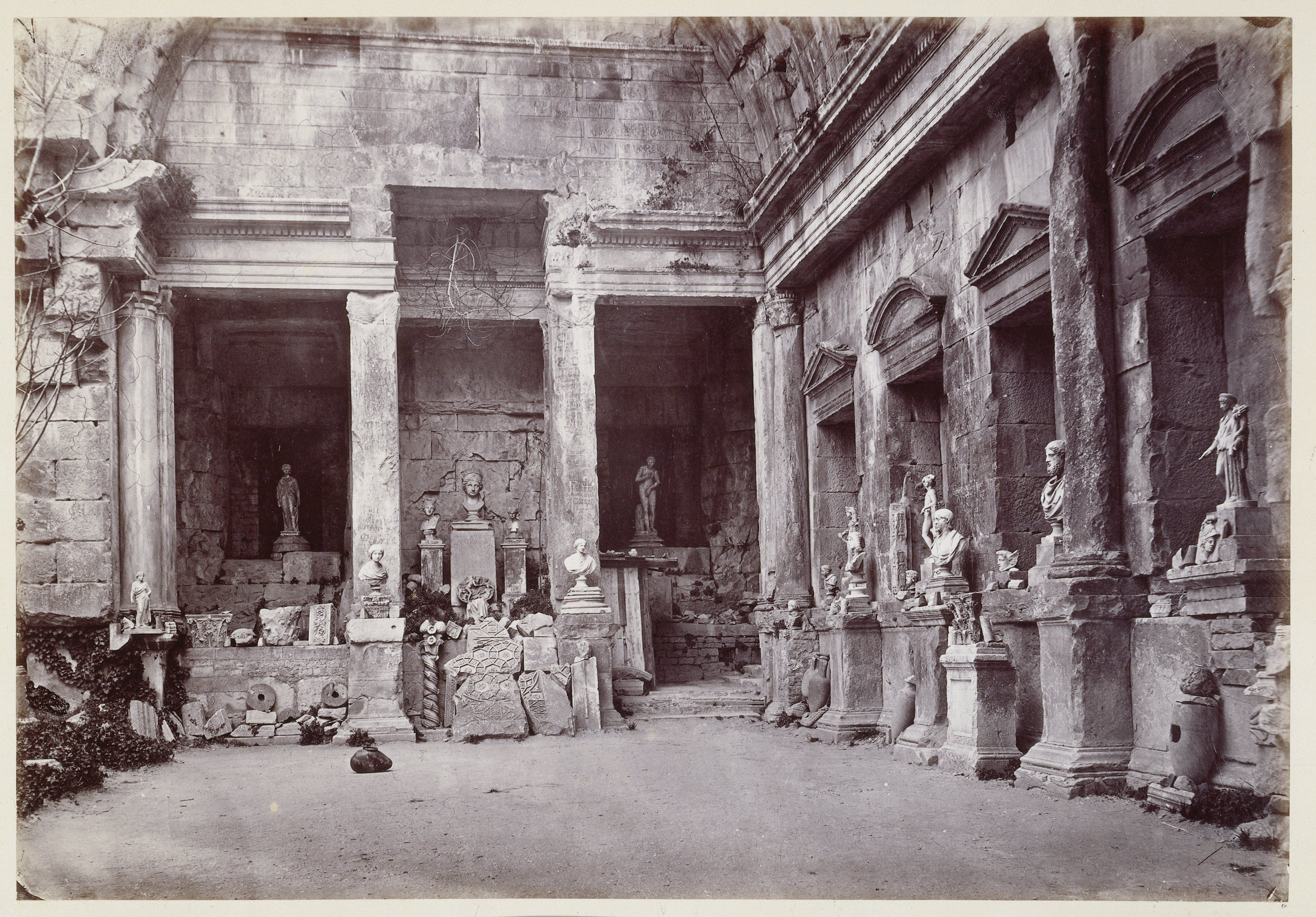
Innenraum des Dianatempels um 1895; Foto: Édouard Baldus

Im 19. Jahrhundert wurde der Bau als eine Art Zwischenlager für Ausgrabungsfunde wie Skulpturen, Bruchstücke von architektonischem Dekor oder Amphoren genutzt.

## Architektur
Teilweise in den Fuß des Mont Cavalier gegraben, war das Gebäude ursprünglich von mehreren Anbauten umgeben. In der Fassade aus Steinmauerwerk öffnen sich drei große Arkaden. Von dem folgenden, wohl ebenfalls durch Rundbogenfenster gegliederten, Geschoss sind nur noch wenige Reste erhalten. 
Der tonnengewölbte Saal hat die Ausmaße von 14,52 × 9,55 m. Er wird flankiert von zwei Treppenhäusern, die möglicherweise zu den nicht mehr vorhandenen anliegenden Gebäuden führten. Die Kopfwand des Saals wird gegliedert durch drei hochrechteckige Öffnungen, von denen der mittlere noch den Ansatz eines Rundbogens zeigt, und die in der Art einer Serliana angeordnet sind und von einem Rundbogen überspannt sind. Die Dachkonstruktion ist deshalb ungewöhnlich, weil sie aus mehreren ausgearbeiteten Räumen mit Tonnengewölbe aus sorgfältig geschnittenen Quadern besteht, die das Obergeschoss tragen. 

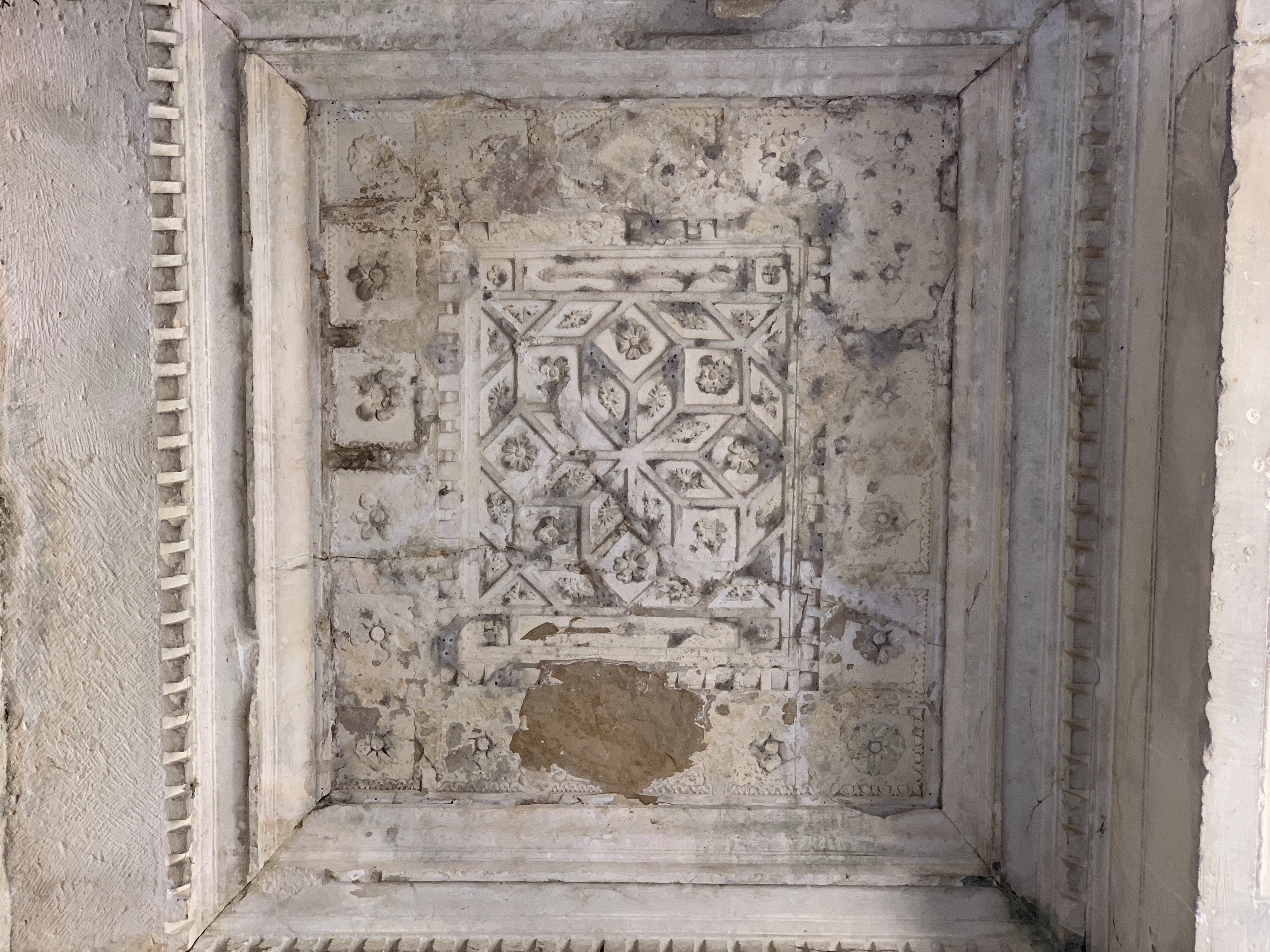
Skulptierte Decke im mittleren Kompartiment

Die Seitenwände und die Eingangswand haben eine Reihe von rechteckigen Nischen, die abwechselnd von Dreiecksverdachungen und Segmentbögen bekrönt sind.
Zwischen den Nischen befand sich jeweils eine Säule kompositer Ordnung, von denen jedoch – bis auf die zugehörigen Postamente –, nur noch einige wenige erhalten sind. Die drei hinter der Kopfwand befindlichen Räume haben in geometrischen Formen mit floralen Ornamenten skulptierte Kassettendecken aus Stein.
Der alte mit Opus sectile aus verschiedenfarbigen Marmorarten bestehende Boden des Erdgeschosses wurde während der Ausgrabungen 1745 entdeckt.

## Rezeption in der Kunst
Der Tempel wurde von Hubert Robert und anderen Malern des 18. Jahrhunderts in Gemälden festgehalten.
Handzeichnungen Palladios des Dianatempels sowie Drucke aus der Erstausgabe von Palladios I quattri libri befinden sich in der Burlington-Devonshire Collection des Yale Center for British Art.